# Дворец Союза писателей Литвы
Дворе́ц Сою́за писа́телей (лит. Rašytojų sąjungos rūmai) — дворец эпохи историзма в Старом городе Вильнюса на улице К. Сирвидо (K. Sirvydo g. 6). Дворец является памятником архитектуры, истории и искусства и охраняется государством, код в Регистре культурных ценностей Литовской Республики 1090.
Четыре корпуса дворца, расположенные вокруг закрытого двора размером 13,68 м х 13,10 м, занимает площадь 1192 м². Северный корпус дворца в три этажа, остальные три — двухэтажные. Фасады южного и восточного корпуса, выходящие на улицу, выделяются необарочным декором.
Во дворце жил писатель Пятрас Цвирка. В настоящее время во дворце располагается администрация Союза писателей Литвы и Издательство Союза писателей Литвы (Lietuvos rašytojų sąjungos leidykla), также Литовский ПЕН центр международного ПЕН-клуба, действует Клуб писателей (Rašytojų klubas), который проводит творческие вечера и другие мероприятия.

## История
Территория, которую занимает нынешний дворец, с XVI века принадлежала кармелитскому монастырю. В 1778 году участок и стоявший на нём дом приобрёл у монахов купец Т. Войницкий. В 1839 году Эдуард Войницкий получил разрешение построить на месте старого дома новое здание. Дом спроектировал архитектор Кароль Греготович. Строительство затянулось на тридцать лет из-за смены собственников и конфликтов с Виленской духовной католической семинарией, которой принадлежал комплекс бывшего кармелитского монастыря по соседству. 

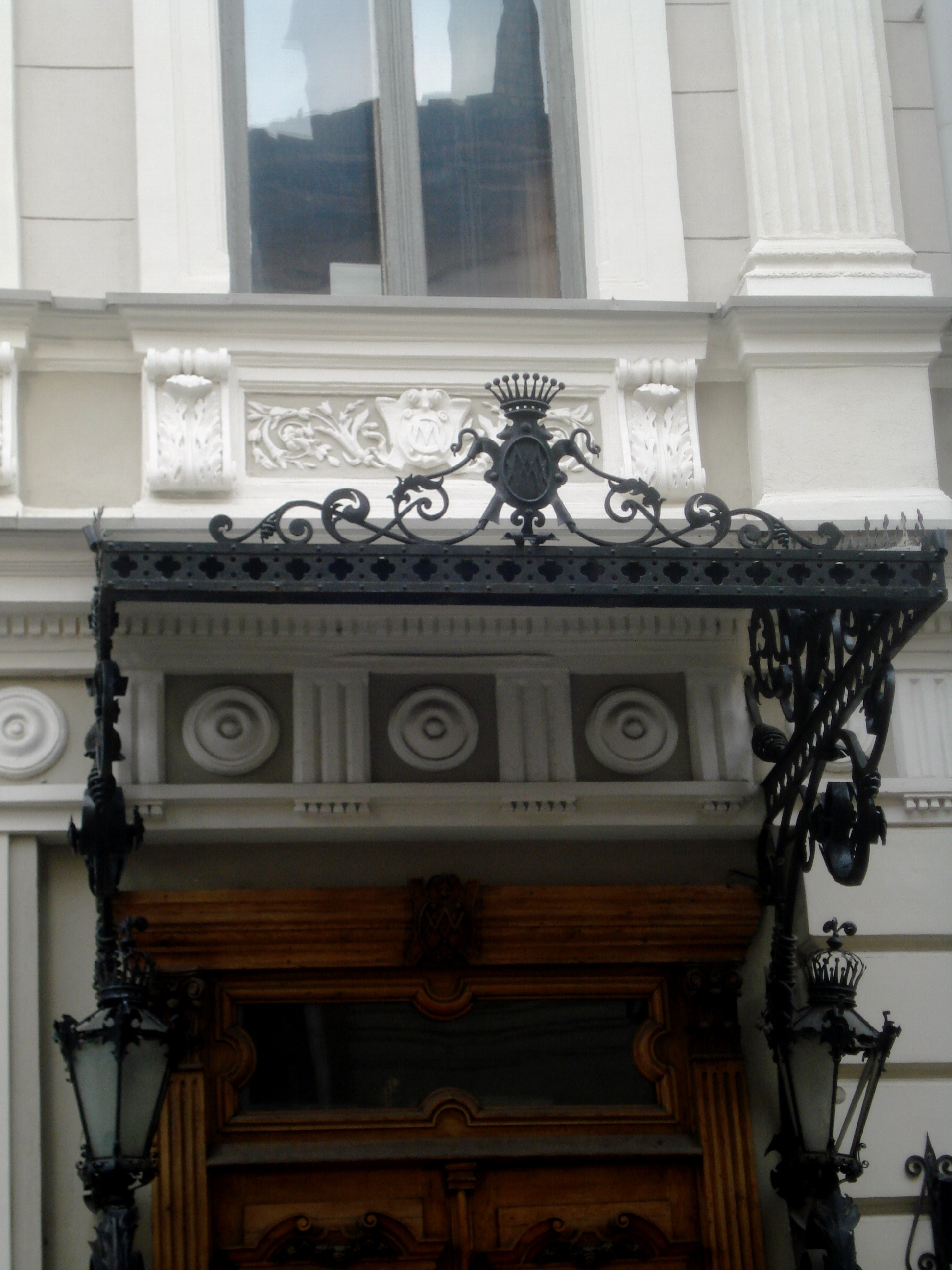
Главный вход

Строительство двухэтажных северного и южного корпуса закончилось в 1868 году. В 1882 году здание купил граф Игнацы Кароль Корвин-Милевский (1846—1926) и доходный дом с арендуемыми квартирами сделал своей резиденцией . По другим сведениям, дворцом владел граф  Ипполит Корвин-Милевский.
Проектировал и осуществлял реконструкцию инженер Феликс Ясинский. Над северным корпусом был надстроен третий этаж. Было реконструировано западное крыло дворца. 
Граф Корвин-Милевский намеревался разместить в южном корпусе дворца свою коллекцию из около 250 произведений живописи европейских художников второй половины XIX века. Ясинский придал будущей галерее пышные необарочные формы. Внутреннее пространство здания было перепланировано. Были спланированы просторные проходные залы на двух этажах. Из вестибюля на второй этаж вела лестница-галерея со ступенями из белого и чёрного мрамора, с украшенными орнаментом перилами и кессонным потолком, декорированным геометрическими и растительными орнаментами. Стены залов были отделаны резными деревянными панелями. Плафоны кессонных потолков дополнили рельефы сложного рисунка. 

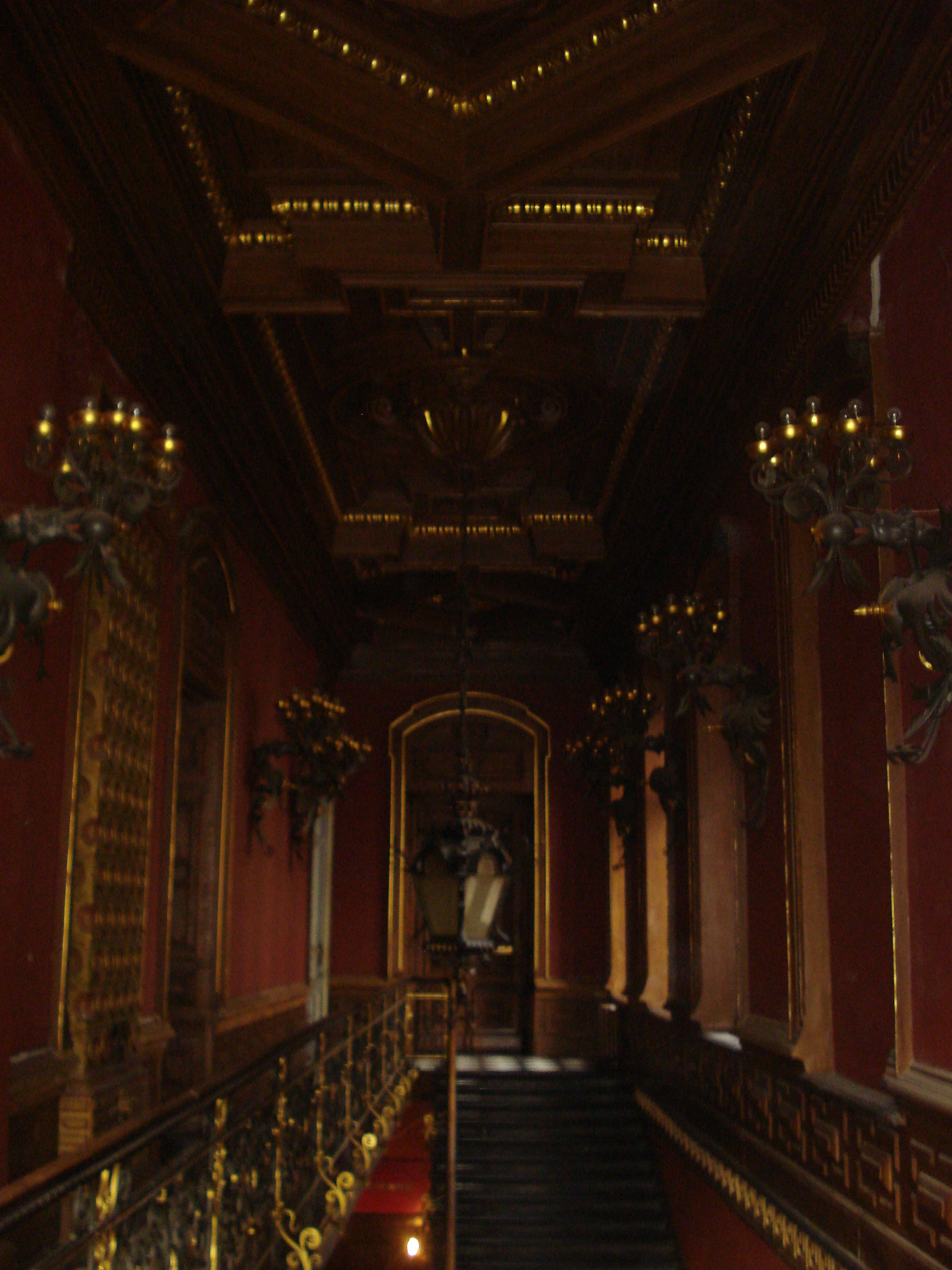
Лестница

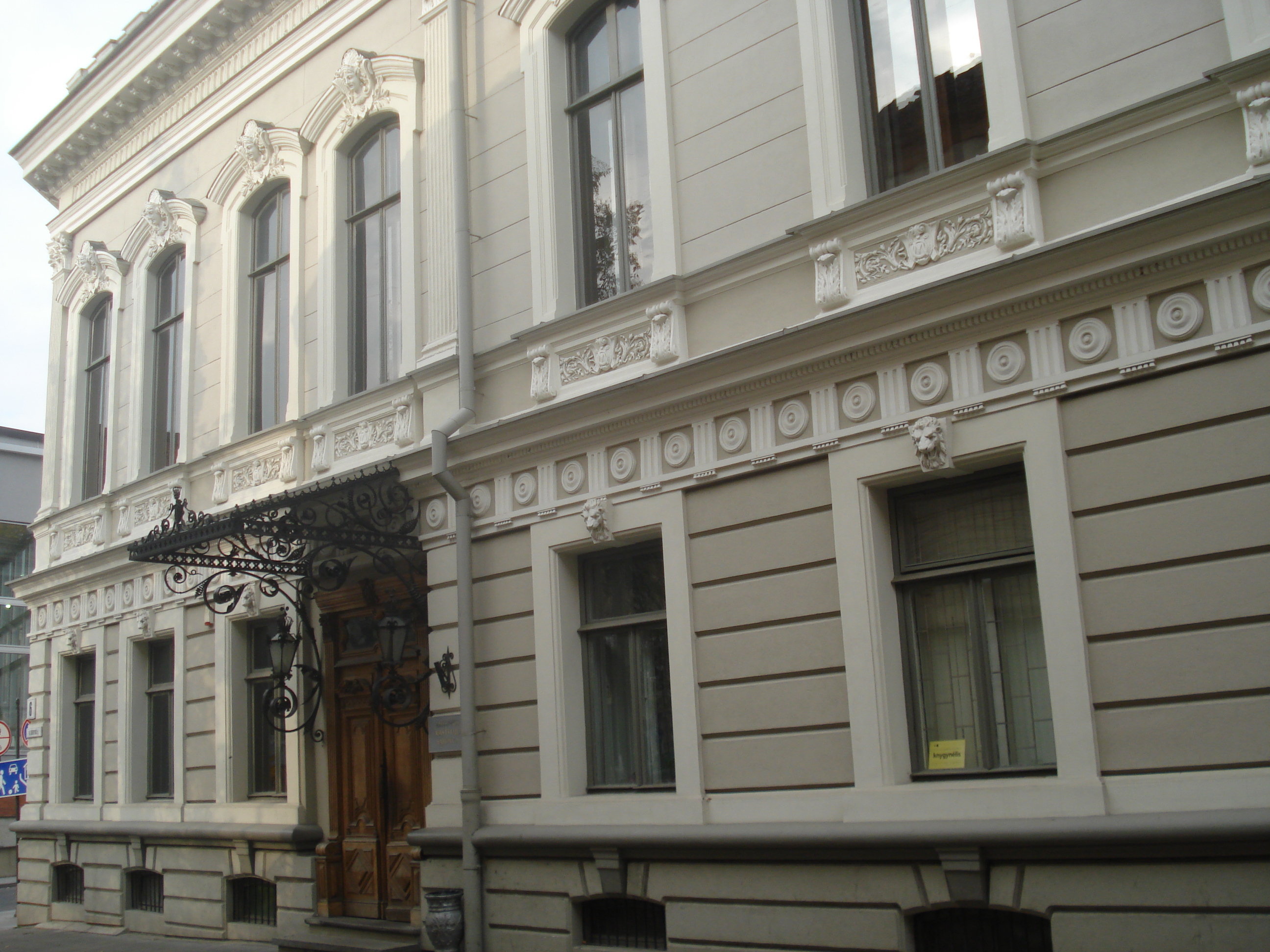
Восточный фасад дворца

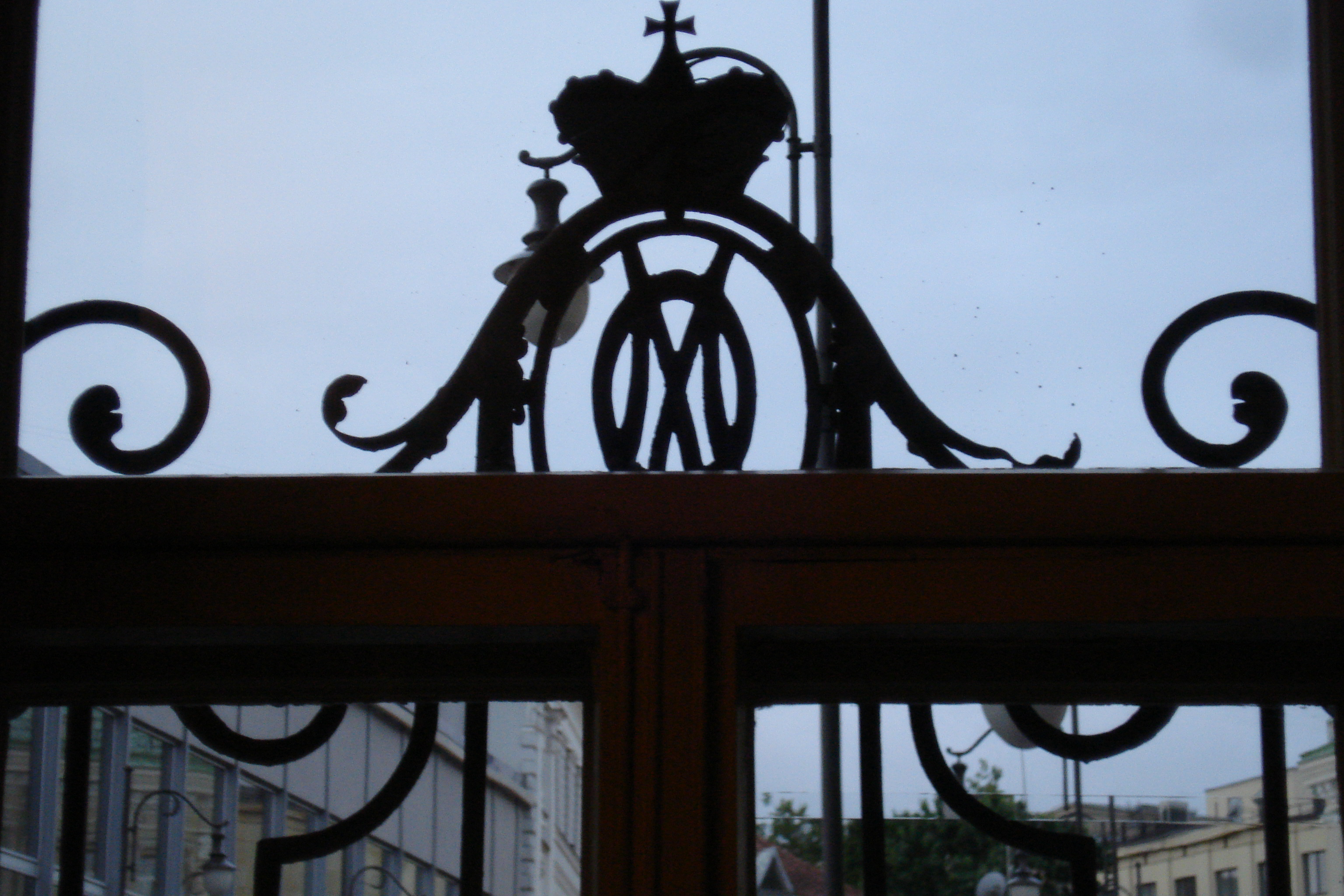
Оконная решётка с монограммой Марии Огинской

В залах были установлены две роскошные печи на первом и на втором этажах, на первом этаже — камин. Отделанный белым мрамором камин своими формами напоминает комод в стиле рококо. Печь в нынешнем зале собраний выдержана в стиле необарокко и покрыта изразцами. На неё похожа печь в кабинете.
В 1888 году Ясинский уехал из Вильно и реконструкцию завершал Юлиан Янушевский. Он спроектировал новую арку с металлическими воротами, ведущую во двор, справа от главного входа. 
В 1892—1893 годах по проекту архитектора Тадеуша Ростворовского в восточном корпусе, у нынешней улицы К. Сирвидо, были оборудованы жилые комнаты. Фасад восточного корпуса был переоформлен по образцу южного корпуса.
В 1893 году граф Корвин-Милевский со всей своей коллекцией живописи переселился в Краков. Дворец в 1894 году купил граф Антоний Тышкевич. При нём несколько изменились интерьеры восточного корпуса: над дверями были размещены гербы рода Тышкевичей.
После смерти Тышкевича в 1909 году дворец был продан с аукциона княгине Марии Огинской (1857—1945). Ей дворец принадлежал до Второй мировой войны. По её желанию в декоре фасадов появились её инициалы. Предполагается, что уникальные металлические светильники в вестибюле были заказаны также ею. 
После Второй мировой войны национализированный дворец был передан Союзу советских писателей Литовской ССР и Союзу советских композиторов Литовской ССР. Во дворце с 1945 года располагалась редакция ежемесячного литературного журнал „Pergalė“ («Пяргале»; «Победа»), с 1946 года — редакция еженедельной газеты Союза писателей Литвы „Literatūra ir menas“ («Литература ир мянас»; «Литература и искусство»). В восточном корпусе два года до своей смерти жил писатель, председатель Союза советских писателей Литовской ССР Пятрас Цвирка. 
Со второй половины 1960-х годов во дворце размещался Союз писателей. В 1970—1973 годах здание реставрировалось по проекту архитектора Антанаса Кунигелиса. Ещё раз дворец обновлялся в 1986 году. Значительный ущерб зданию был нанесён аварией в 1990 году, когда прорвало трубы горячей воды. Реставрационные работы продлились два года. В 2005 году были проведены ремонтные работы.

## Архитектура

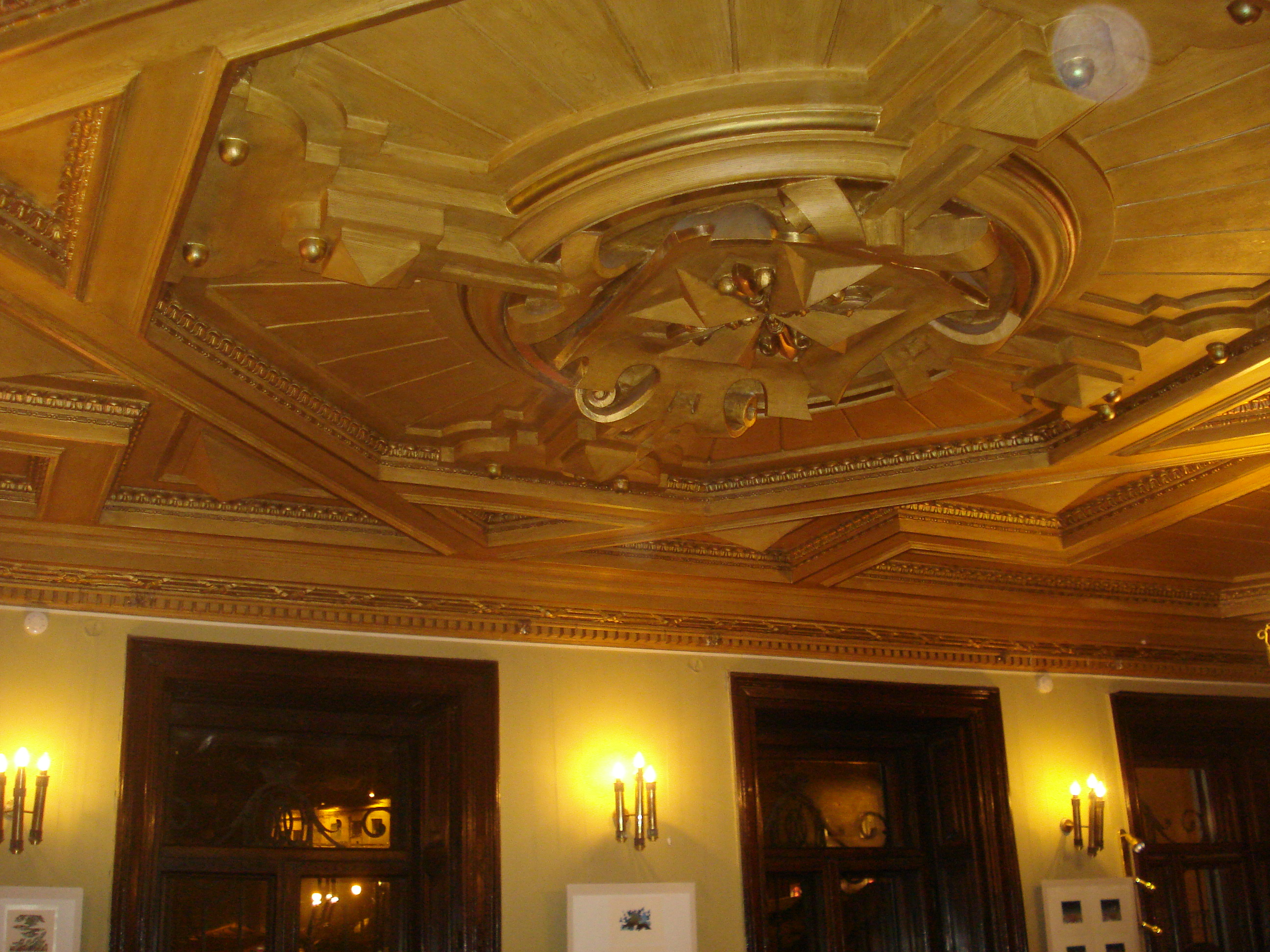
Потолок в зале заседаний

Здание дворца образуют три двухэтажных и один четырёхэтажный корпус. Стены сложены из кирпича. Кровля жестяная. Симметричные фасады южного и восточного корпуса, выходящие на улицу, отделаны пышными антаблементами и карнизом. Нижняя цокольная часть и стены первого этажа отделаны рустом. Высокие окна второго этажа украшены сандриками с барельефами женских головок и растительными рельефами. Окна первого этажа с коваными металлическими решётками. 
Главный вход с жестяным козырьком украшен двумя декоративными светильниками. 
Рустом отделан первый этаж фасадов во дворе. Окна второго этажа западного и северного фасадов обрамлены пилястрами тосканского ордера. 
В декоре интерьеров преобладает стиль необарокко. Стены украшены резными деревянными панелями и рельефами. 